# Symphonie no 10 de Mahler
Pour les articles homonymes, voir Symphonie no 10.
La Symphonie nº 10 en fa dièse majeur est la dernière œuvre du compositeur Gustav Mahler. Quand il meurt, à 50 ans, seul le premier mouvement (adagio) est terminé.
Mahler aurait exigé la destruction de toutes ses esquisses qu'on trouverait après sa mort et, toute sa vie, n'a jamais parlé ou joué des passages de ses œuvres avant leur achèvement.

## Caractéristiques
- Titre : Symphonie n° 10 en fa dièse majeur
- Compositeur : Gustav Mahler
- Année de composition : 1910
- Durée : 75 minutes environ (adagio : environ 25 minutes)

## Structure
La Dixième est en cinq mouvements et sa structure ressemble beaucoup à celle de la Septième :
1. Andante — Adagio
2. Scherzo. Schnelle Vierteln
3. Purgatorio. Allegretto moderato
4. Scherzo. Allegro pesante. Nicht zu schnell[1]
5. Finale. Langsam, schwer[2]

## Éditions
- Gustav Mahler, X. Symphonie — Faksimile nach der Handschrift [Fac-similé d'après le manuscrit], Vienne et Munich, Paul Zsolnay, 1924 (OCLC 80189654).
- Erwin Ratz (de) (éditeur scientifique), Gustav Mahler. X. Symphonie — Faksimile nach der Handschrift, Munich, Walter Ricke, 1967 (OCLC 498551761)
- Deryck Cooke (éditeur scientifique), Gustav Mahler. Symphony No. 10 : Full Score, Londres, 2e  éd., Faber Music, 1989  (ISBN 0-571-51094-9)

### Orchestration
La version de Deryck Cooke, la plus jouée, demande :
| Instrumentation de la 10e symphonie selon Deryck Cooke |
| Cordes |
| Premiers violons, seconds violons, altos, violoncelles, contrebasses, 1 harpe                                                                                     |
| Bois |
| 5 flûtes (dont un piccolo), 4 hautbois (dont 1 cor anglais), 5 clarinettes (dont une clarinette basse et une petite clarinette), 4 bassons (dont 2 contrebassons) |
| Cuivres |
| 4 cors, 3 trompettes, 3 trombones, 1 tuba |
| Percussions |
| 6 Timbales (2 timbaliers), caisse claire, grosse caisse, cymbales, tam-tam, glockenspiel, tambour ténor                                                           |

Il existe une dizaine d'orchestrations de la Dixième : outre les versions Deryck Cooke, des musicologues ou chefs d'orchestre tels Rudolf Barshai, Clinton Carpenter et Remo Mazzetti s'y sont attaqués.

## Composition
Lorsqu'en 1924 Alma Mahler envoie le manuscrit de la Dixième à l'éditeur viennois Paul Zsolnay, on découvre que la symphonie avait été esquissée au complet.
Le compositeur Ernst Krenek orchestra le troisième mouvement de la symphonie et l'opéra de Vienne créera les premier et troisième mouvements le 12 ou le 14 octobre 1924 sous la direction de Franz Schalk.
Deryck Cooke orchestra à son tour toute la symphonie, interprétée le 19 décembre 1960.

## Discographie
| Année | Chef                 | Orchestre                                                             | Version                                         |
| ----- | -------------------- | --------------------------------------------------------------------- | ----------------------------------------------- |
| 1960  | Berthold Goldschmidt | Orchestre Philharmonia                                                | Première version (incomplète) de Cooke          |
| 1964  | Berthold Goldschmidt | Orchestre symphonique de Londres                                      | Cooke I 1964 (première mondiale)                |
| 1966  | Eugene Ormandy       | Orchestre de Philadelphie                                             | Cooke I                                         |
| 1966  | Jean Martinon        | Orchestre symphonique de Chicago                                      | Cooke I                                         |
| 1972  | Wyn Morris (en)      | New Philharmonia Orchestra                                            | Cooke II                                        |
| 1979  | Kurt Sanderling      | Berliner Sinfonie-Orchester                                           | Cooke II                                        |
| 1980  | James Levine         | Philadelphia Orchestra                                                | Cooke II                                        |
| 1980  | Simon Rattle         | Bournemouth Symphony Orchestra                                        | Cooke II                                        |
| 1986  | Riccardo Chailly     | Radio-Symphonie-Orchester Berlin                                      | Cooke II                                        |
| 1992  | Eliahu Inbal         | Hr-Sinfonieorchester                                                  | Cooke II                                        |
| 1993  | Mark Wigglesworth    | BBC National Orchestra of Wales                                       | Cooke III                                       |
| 1994  | Leonard Slatkin      | Orchestre symphonique de Saint-Louis                                  | Mazzetti I                                      |
| 1994  | Harold Farberman     | Philharmonia Hungarica                                                | Carpenter                                       |
| 1997  | Robert Olson         | Colorado MahlerFest (en) Orchestra                                    | Wheeler IV                                      |
| 1999  | Simon Rattle         | Orchestre philharmonique de Berlin                                    | Cooke III                                       |
| 2000  | Jesús López-Cobos    | Orchestre symphonique de Cincinnati                                   | Mazzetti II                                     |
| 2000  | Robert Olson         | Orchestre symphonique national de la radio polonaise                  | Wheeler IV                                      |
| 2001  | Andrew Litton        | Orchestre symphonique de Dallas                                       | Carpenter                                       |
| 2001  | Rudolf Barshai       | Junge Deutsche Philharmonie (de)                                      | Barshai                                         |
| 2005  | Michael Gielen       | Orchestre symphonique de la SWR de Baden-Baden et Fribourg-en-Brisgau | Cooke III                                       |
| 2007  | Gianandrea Noseda    | BBC Philharmonic                                                      | Cooke III                                       |
| 2008  | Daniel Harding       | Vienna Philharmonic                                                   | Cooke III                                       |
| 2008  | Martin Sieghart      | Arnhem Philharmonic                                                   | Samale/Mazzucca                                 |
| 2009  | Lan Shui             | Orchestre symphonique de Singapour                                    | Carpenter (DVD et Blu-Ray)                      |
| 2010  | David Zinman         | Orchestre de la Tonhalle de Zurich                                    | Carpenter II                                    |
| 2010  | Yoel Gamzou (de)     | International Mahler Orchestra                                        | Première mondiale                               |
| 2011  | Emil Tabakov         | Orchestre symphonique de la radio nationale bulgare                   | Cooke III                                       |
| 2011  | Eliahu Inbal         | Orchestre royal du Concertgebouw                                      | Cooke (DVD et Blu-ray)                          |
| 2011  | Mark Wigglesworth    | Melbourne Symphony Orchestra                                          | Cooke III                                       |
| 2012  | Vladimir Ashkenazy   | Sydney Symphony Orchestra                                             | Barshai                                         |
| 2014  | Eliahu Inbal         | Tokyo Metropolitan Symphony Orchestra                                 | Cooke (SACD)                                    |
| 2014  | Yannick Nézet-Séguin | Orchestre Métropolitain                                               | Cooke III                                       |
| 2015  | Thomas Dausgaard     | Orchestre symphonique de Seattle                                      | Cooke III                                       |
| 2017  | Yannick Nézet-Séguin | Orchestre symphonique de la Radiodiffusion bavaroise                  | Cooke III                                       |
| 2019  | John Storgårds       | Orchestre de chambre de Laponie                                       | Castelletti (version pour orchestre de chambre) |

Il existe aussi des versions partielles, dont celle de Klaus Tennstedt avec l'orchestre philharmonique de Londres, 1979 (1er mouvement).